# ¤
¤ är en symbol som främst används för att ersätta ett valutatecken om man inte har möjlighet att skriva rätt tecken. Symbolen introducerades för datorer 1972 genom inkludering i ISO 646.
Tecknet användes t.ex. i BASIC på den svenska datorn ABC 80 som ersättning för $, dollartecknet.
Symbolen finns på flera tangentbord, bland annat det franska, danska, norska, svenska och finska. På det svenskspråkiga tangentbordet ligger den över siffran 4 på vanliga svenska tangentbord.